# 101-й меридіан східної довготи
101-й меридіан східної довготи — лінія довготи, що лежить на 101 градус східніше Гринвіцького меридіана. Вона проходить від Північного полюса через Північний Льодовитий океан, Азію, Індійський океан, Південний океан та Антарктиду до Південного полюса.
101-й меридіан східної довготи формує велике коло разом із 79-тим меридіаном західної довготи.

## Список географічних об'єктів, що перетинає 101° сх. д.
Починаючи на Північному полюсі та рухаючись до Південного полюса, 101-й меридіан східної довготи проходить через:
| Координати                                                   | Країна, територія або море | Примітки                                                                  |
| ------------------------------------------------------------ | -------------------------- | ------------------------------------------------------------------------- |
| 90°0′ пн. ш. 101°0′ сх. д. / 90.000° пн. ш. 101.000° сх. д.  | Північний Льодовитий океан |                                                                           |
| 80°32′ пн. ш. 101°0′ сх. д. / 80.533° пн. ш. 101.000° сх. д. | Море Лаптєвих              |                                                                           |
| 78°57′ пн. ш. 101°0′ сх. д. / 78.950° пн. ш. 101.000° сх. д. | Росія                      | Північна Земля — проходить через острів Більшовик                         |
| 78°6′ пн. ш. 101°0′ сх. д. / 78.100° пн. ш. 101.000° сх. д.  | Карське море               |                                                                           |
| 76°32′ пн. ш. 101°0′ сх. д. / 76.533° пн. ш. 101.000° сх. д. | Росія                      |                                                                           |
| 51°36′ пн. ш. 101°0′ сх. д. / 51.600° пн. ш. 101.000° сх. д. | Монголія                   |                                                                           |
| 42°38′ пн. ш. 101°0′ сх. д. / 42.633° пн. ш. 101.000° сх. д. | КНР                        | Внутрішня Монголія Ганьсу Цинхай Ганьсу Цинхай Сичуань Юньнань            |
| 21°42′ пн. ш. 101°0′ сх. д. / 21.700° пн. ш. 101.000° сх. д. | Монголія                   |                                                                           |
| 21°23′ пн. ш. 101°0′ сх. д. / 21.383° пн. ш. 101.000° сх. д. | Лаос                       |                                                                           |
| 19°37′ пн. ш. 101°0′ сх. д. / 19.617° пн. ш. 101.000° сх. д. | Таїланд                    |                                                                           |
| 17°49′ пн. ш. 101°0′ сх. д. / 17.817° пн. ш. 101.000° сх. д. | Лаос                       | Приблизно на 2 км                                                         |
| 17°48′ пн. ш. 101°0′ сх. д. / 17.800° пн. ш. 101.000° сх. д. | Таїланд                    | Приблизно на 3 км                                                         |
| 17°46′ пн. ш. 101°0′ сх. д. / 17.767° пн. ш. 101.000° сх. д. | Лаос                       | Приблизно на 4 км                                                         |
| 17°44′ пн. ш. 101°0′ сх. д. / 17.733° пн. ш. 101.000° сх. д. | Таїланд                    | Приблизно на 13 км                                                        |
| 17°37′ пн. ш. 101°0′ сх. д. / 17.617° пн. ш. 101.000° сх. д. | Лаос                       | Приблизно на 5 км                                                         |
| 17°34′ пн. ш. 101°0′ сх. д. / 17.567° пн. ш. 101.000° сх. д. | Таїланд                    |                                                                           |
| 12°39′ пн. ш. 101°0′ сх. д. / 12.650° пн. ш. 101.000° сх. д. | Сіамська затока            |                                                                           |
| 6°51′ пн. ш. 101°0′ сх. д. / 6.850° пн. ш. 101.000° сх. д.   | Таїланд                    |                                                                           |
| 6°16′ пн. ш. 101°0′ сх. д. / 6.267° пн. ш. 101.000° сх. д.   | Малайзія                   |                                                                           |
| 5°50′ пн. ш. 101°0′ сх. д. / 5.833° пн. ш. 101.000° сх. д.   | Таїланд                    | Приблизно на 6 км                                                         |
| 5°46′ пн. ш. 101°0′ сх. д. / 5.767° пн. ш. 101.000° сх. д.   | Малайзія                   | Проходить західніше Іпоха                                                 |
| 3°39′ пн. ш. 101°0′ сх. д. / 3.650° пн. ш. 101.000° сх. д.   | Малаккська протока         |                                                                           |
| 2°18′ пн. ш. 101°0′ сх. д. / 2.300° пн. ш. 101.000° сх. д.   | Індонезія                  | Проходить через острів Суматра                                            |
| 2°27′ пд. ш. 101°0′ сх. д. / 2.450° пд. ш. 101.000° сх. д.   | Індійський океан           |                                                                           |
| 60°0′ пд. ш. 101°0′ сх. д. / 60.000° пд. ш. 101.000° сх. д.  | Південний океан            |                                                                           |
| 65°24′ пд. ш. 101°0′ сх. д. / 65.400° пд. ш. 101.000° сх. д. | Антарктида                 | Проходить через Австралійську антарктичну територію (претендує Австралія) |